# Hamidur Rahman
Hamidur Rahman es un escultor nacido en Daca, Bangladés. Fue el autor del Shaheed Minar en 1952

## Datos biográficos
Hamidur Rahman fue un artista y escultor de Bangladés. 
El Shaheed Minar (Bengalí: শহীদ মিনার Shohid Minar) es un monumento nacional en Daca, Bangladés, realizado para conmemorar a los mártires del Movimiento por la Lengua Bengalí de 1952. 

## Obras
Hamidur Rahman es más conocido como el arquitecto del Shaheed Minar. 